# Estadio Olímpico de Ibarra
Het Estadio Olímpico de Ibarra is een multifunctioneel stadion in Ibarra, een stad in Ecuador. 
In het stadion is plaats voor 17.260 toeschouwers. Het stadion werd geopend in 1988 en gerenoveerd in 1995. Het stadion is 2 keer van naam veranderd. Tussen 1988 en 1995 werd het Estadio Olímpico Municipal genoemd en daarna het Estadio Olímpico Ciudad de Ibarra. 

## Gebruik
Het stadion wordt vooral gebruikt voor voetbalwedstrijden, de voetbalclub Sporting Club Imbabura maakt gebruik van dit stadion.
In 2017 werd dit stadion gebruikt voor het Zuid-Amerikaans kampioenschap voetbal onder 20 van 2017. Dat toernooi werd van 18 januari tot en met 11 februari 2017 in Ecuador gespeeld. In dit stadion werden alle 10 de wedstrijden in groep B van de groepsfase gespeeld.